# Bernhard Schnell
Bernhard Schnell (* 1942) ist ein deutscher Literaturwissenschaftler und Medizinhistoriker.

## Leben
Bernhard Schnell studierte Germanistik und Geschichte an der Universität München. 1974 bis 1990 war er an der Universität Würzburg wissenschaftlicher Mitarbeiter der Forschergruppe Prosa des deutschen Mittelalters und im Sonderforschungsbereich Wissensorganisierende und wissensvermittelnde Literatur im Mittelalter. 1980 wurde er in München zum Dr. phil. promoviert, 1990 habilitierte er sich in Geschichte der Medizin. Von 1990 bis 1994 war er Akademischer Oberrat am von Gundolf Keil geleiteten Institut für Geschichte der Medizin an der Universität Würzburg, wo er bis zu seinem Ruhestand als Privatdozent tätig war. Von 1995 bis 2007 leitete er die Göttinger Arbeitsstelle des Mittelhochdeutschen Wörterbuches an der Akademie der Wissenschaften zu Göttingen und hielt Seminare an der Georg-August-Universität.
Für das Verfasserlexikon schrieb er von 1981 bis 1997 mehrere Artikel, u. a. zu Johann von Nürnberg und Thomas Peuntner sowie von 1985 bis 1992 Aufsätze für die Würzburger medizinhistorischen Mitteilungen. In Sudhoffs Archiv veröffentlichte er mehrere Monografien.

## Forschungsgebiete
- Deutsche Sprache und Literatur des Mittelalters
  - Lateinisch-deutsche Sprach- und Literaturbeziehung (Lexikographie)
  - Text- und Überlieferungsgeschichte (Handschriften- und Editionskunde)
  - Sachliteratur des Mittelalters
- Geschichte der Medizin
  - Geschichte der deutschen Medizinliteraten des Mittelalters
  - Text- und Überlieferungsgeschichte sowie Edition mittelalterlicher Texte
  - Plastische Chirurgie

## Schriften (Auswahl)
- mit Volker Honemann, Kurt Ruh und Werner Wegstein: Poesie und Gebrauchsliteratur im deutschen Mittelalter. Würzburger Colloquium 1978. Tübingen 1979, ISBN 3-484-10371-X.
- Thomas Peuntner: Büchlein von der Liebhabung Gottes. Edition und Untersuchung (= Münchener Texte und Untersuchungen zur deutschen Literatur des Mittelalters. Band 81). Artemis-Verlag, München/Zürich 1984, ISBN 3-7608-3381-0.
- Ein Würzburger Fragment des „Iatromathematischen Hausbuchs“. Ein Beitrag zu seiner Überlieferungsgeschichte. In: Würzburger medizinhistorische Mitteilungen. Band 5, 1987, S. 123–141-
- mit Klaus Grubmüller, Hans-Jürgen Stahl, Erltraud Auer und Reinhard Pawis: „Vocabularius Ex quo“. Überlieferungsgeschichtliche Ausgabe in fünf Bänden (= Texte und Textgeschichte. Band 22–26):
  - Band I: Einleitung. Niemeyer, Tübingen 1988. ISBN 3-484-36022-4
  - Band II: Text A ‑ C. Niemeyer, Tübingen 1988. ISBN 3-484-36023-2
  - Band III: Text D ‑ K. Niemeyer, Tübingen 1988. ISBN 3-484-36024-0
  - Band IV: Text L ‑ Q. Niemeyer, Tübingen 1989. ISBN  3-484-36025-9
  - Band V: Text Q ‑ Z. Niemeyer, Tübingen 1989. ISBN 3-484-36026-7
- mit Konrad Kunze und Johannes Gottfried Mayer: Überlieferungsgeschichtliche Editionen und Studien zur deutschen Literatur des Mittelalters. Festschrift für Kurt Ruh. Texte und Textgeschichte, Bd. 31, Tübingen 1989.
- „Von den wurzen“. Text- und überlieferungsgeschichtliche Studien zur pharmakographischen deutschen Literatur des Mittelalters. Medizinische Habilitationsschrift Würzburg 1989.
- als Hrsg. mit Erltraut Auer: „Der Wundenmann“. Ein traumatologisches Schema in der Tradition der „Wundarznei“ des Ortolf von Baierland. Untersuchung und Edition. In: Gundolf Keil, Johannes G. Mayer, Christian Naser (Hrsg.): „ein teutsch puech machen“. Untersuchungen zur landessprachlichen Vermittlung medizinischen Wissens (= Ortolf-Studien. Band  1). Reichert, Wiesbaden 1993 (= Wissensliteratur im Mittelalter. Schriften des Sonderforschungsbereichs 226 Würzburg/Eichstätt. Band 11), ISBN 3-88226-539-6, S. 349–401.
- Medizin und Lieddichtung. Zur medizinischen Sammelhandschrift Salzburg M III 3 und zur Kolmarer Liederhandschrift. In: Ludwig Herrig: Archiv für das Studium der neueren Sprachen und Literaturen. Band 230, 1993, S. 261–278.
- Übersetzungen in der Fachliteratur. In: Joachim Heinzle (Hrsg.): Übersetzen im Mittelalter. Cambridger Kolloquium 1994. Berlin (= Veröffentlichung der Wolfram-von-Eschenbach-Gesellschaft.), S. 185–207.
- Vorüberlegungen zur einer „Geschichte der deutschen Medizinliteratur des Mittelalters“ am Beispiel des 12. Jahrhunderts. In: Sudhoffs Archiv. Band 78, 1994, S. 90–97.
- Zur deutschsprachigen Rezeption der naturkundlichen Schriften des Thomas von Cantimpré und Albertus Magnus: Zum Steinbuch der Salzburger Handschrift M III 3. In: Licht der Natur. Medizin in Fachliteratur und Dichtung. Festschrift für Gundolf Keil zum 60. Geburtstag. (= Göppinger Arbeiten zur Germanistik. Nr. 585). Kümmerle, Göppingen 1994, ISBN 3-87452-829-4, S. 421–442.
- Die deutsche Medizinliteratur im 13. Jahrhundert: Ein erster Überblick. In: Christa Bertelsmeier-Kirst, Christopher Young, Bettina Bildhauer (Hrsg.): Eine Epoche im Umbruch. Volkssprachliche Literalität 1200–1300. Cambridger Symposium 2001, Tübingen 2003, S. 249–265.
- Die deutschsprachige Medizinliteratur des Mittelalters. Stand der Forschung – Aufgaben für die Zukunft. In: Jahrbuch der Oswald-von-Wolkenstein-Gesellschaft. Band 12, 2000, S. 397–409.
- mit Christoph Gerhardt: In verbis in herbis et in lapidibus est deus: Zum Naturverständnis in den deutschsprachigen illustrierten Kräuterbüchern des Mittelalters. Paulinus, Trier 2002. ISBN 3-7902-0171-5.
- mit William Charles Crossgrove: Der deutsche „Macer“: Vulgatfassung. Mit einem Abdruck des lateinischen Macer floridus ‘De viribus herbarum’ kritisch herausgegeben. Niemeyer, Tübingen 2003 (= Texte und Textgeschichte. Würzburger Forschungen. Band 50), ISBN 3-484-36050-X (mit Nachdruck der Seiten 28 bis 123 von Choulants Ausgabe von 1832 ohne den kritischen Apparat).
- Albich von Prag, Arzt und Erzbischof im Zeitalter der Hussiten. In: Václav Bok, Hans-Joachim Behr (Hrsg.): Deutsche Literatur des Mittelalters in und über Böhmen, II. (= Verhandlungen der Tagung in Budweis/Ceské Budějovice 2002). Hamburg 2004, S. 237–264.
- Religiöse Dichtung und medizinisches Schrifttum. Das „Prüller Steinbuch“ und der Hymnus Cives coelestis im Vergleich. In: Václav Bok und andere (Hrsg.): Studien zur deutschen Sprache und Literatur. Festschrift Konrad Kunze. Hamburg 2004, S. 1–19.
- Das „Benediktbeurer Rezeptar“. Nach dem ältesten Textzeugen kritisch herausgegeben. In: Václav Bok, Franz Shaw (Hrsg.): Magister et amicus. Festschrift Kurt Gärtner. Wien 2003, S. 75–100.
- Würzburg und die deutsche Sachliteratur im Spätmittelalter. In: Horst Brunner (Hrsg.): Würzburg, der Große Löwenhof und die deutsche Literatur des Spätmittelalters. Wiesbaden 2004, S. 337–358.
- als Hrsg. mit Gerold Hayer: Johannes Hartlieb, „Kräuterbuch“. Zum ersten Mal kritisch herausgegeben (= Wissensliteratur Im Mittelalter. Band 47). Reichert, Wiesbaden 2010, ISBN 3-895-00760-9.
- mit Catrinel Berindei, Julia Gold und Christopher Köhler: Neues zur Medizingeschichte des 13. Jahrhunderts: Die „Wettinger Rezepte“. In: Grundlagen. Forschungen, Editionen und Materialien zur deutschen Literatur und Sprache des Mittelalters und der Frühen Neuzeit. Stuttgart 2013 (= Zeitschrift für deutsche Altertumsforschung. Beiheft 18), S. 439–452.
- Arzneibücher – Kräuterbücher – Wörterbücher. Kleine Schriften zur Text- und Überlieferungsgeschichte mittelalterlicher Gebrauchsliteratur. Hrsg. von Dorothea Klein. Königshausen & Neumann, Würzburg 2019, ISBN 978-3-8260-6980-2.